# Kenneth Omeruo
Kenneth Omeruo vagy
Kenneth Joasiah Omeruo (Abia állam, Nigéria, 1993. október 17. –) nigériai válogatott labdarúgó, aki jelenleg a Leganés-ben játszik hátvédként.

## Pályafutása

### Chelsea
Omeruo a Sunshine Stars és az Anderlecht ifiakadémiáján is megfordult, mielőtt 2010-ben a Standard de Liège-hez csatlakozott volna. 2012 januárjában leigazolta a Chelsea, majd azonnal kölcsönadta a holland ADO Den Haagnak, másfél évre, a 2012/13-as szezon végéig. 2012. március 3-án, a Heerenveen ellen mutatkozott be, első gólját pedig április 19-én, a Groningen ellen lőtte. Április 28-án, a VVV-Venlo ellen ismét eredményes volt, de három perccel később a saját kapujába is betalált, végül pedig piros lapot kapott. Ilyenre korábban nem volt példa a holland élvonalban.
2014. január 7-én Omeruót az idény végéig kölcsönvette a Middlesbrough. Február 1-jén lépett pályára először a csapatban, a Doncaster Rovers ellen. Második sárga lapja után április 8-án kiállították a Birmingham City elleni meccs 82. percében. Miután visszatért a Chelsea-hez, 2014 májusában új, három évre szóló szerződést írt alá a csapattal, majd júliusban ismét kölcsönvette a Middlesbrough, a teljes 2014/15-ös évadra.
2015. július 21-én a török Kasımpaşa Spor Kulübü a szezon végéig kölcsönvette Omeruót, opcionális elővásárlási joggal. Augusztus 16-án, a Gaziantepspor ellen kapott először lehetőséget. Öt nappal később hazai pályán is bemutatkozhatott, az İstanbul Başakşehir FK ellen. A szezon során több sérülés is hátráltatta, de ha egészséges volt, mindig a kezdőcsapatban kapott helyet. A Kasımpaşa végül anyagi nehézségei miatt nem igazolta le véglegesen, így kölcsönszerződése lejártával visszatért a Chelsea-hez.

## Válogatott pályafutása
Omeruo tagja volt annak az U20-as nigériai válogatottnak, mely eljutott a 2011-es U20-as vb negyeddöntőjéig.
A felnőtt válogatottban 2013. január 9-én, 19 évesen kapott először lehetőséget, egy Zöld-foki Köztársaság elleni meccsen. A 2013-as afrikai nemzetek kupáján minden mérkőzésen játszott, válogatottja végül megnyerte a tornát. A 2013-as konföderációs kupára készülő csapatba is behívták, mindhárom csoportmeccsen játszott, de Nigéria nem jutott tovább a csoportjából.
Omeruo Nigéria mind a négy mérkőzésén pályára lépett a 2014-es világbajnokságon. A 2016-os olimpiára készülő bő, 35 fős keretbe is nevezték, de a végső, 18 fős csapatban nem kapott helyet.

## Sikerei

### Nigéria
Az Afrikai nemzetek kupája győztese: 2013

## Külső hivatkozások
- Kenneth Omeruo pályafutásának statisztikái a Soccerbase oldalon (angolul)